# Wappen der Gemeinde Wemmetsweiler
Die Gemeinde Wemmetsweiler führte von 1965 bis zu ihrer Auflösung im Jahr 1974 ein eigenes Wappen. Es zeigt auf schwarzem Feld einen goldenen Göpel begleitet von einem silbernen Flammenschwert und einer silbernen Hacke.

## Geschichte
Die drei Göpelfelder stellen die siedlungsgeschichtliche Entwicklung der Gemeinde Wemmetsweiler dar, die aus den drei Siedlungen Michelsberg, Wemmetsweiler und Zeisweiler entstand. Der Göpel selbst weist auf die Bedeutung des Ortes als Knotenpunkt der 1879 eröffneten Primstalbahn und der Fischbachtalbahn hin.
Das beigefügte Flammenschwert ist das Attribut des Erzengels Michael, dem Patron der Pfarrkirche St. Michael in Wemmetsweiler, deren Vorgängerbau die älteste Kirche der Gemeinde ist. Die Rodungshacke gibt Hinweis auf die Entstehung von Wemmetsweiler und Zeisweiler als Rodungssiedlungen.
Das Wappen wurde von dem Heimatforscher Kurt Hoppstädter entworfen. Die Zustimmung zur Führung des Wappens erteilte das Saarländische Innenministerium mit Beschluss vom 26. August 1965. Mit der Eingemeindung von Wemmetsweiler in die Gemeinde Merchweiler zum 1. Januar 1974 verlor das Wappen seine amtliche Gültigkeit.
In das nach der Neubildung der Gemeinde im November 1975 neu angenommene Wappen der Gemeinde Merchweiler wurde der Göpel in verwechselten Farben übernommen.